# K4 (음악 그룹)
K4는 대한민국의 음악 그룹이다. 2022년 싱글 앨범 [폭풍 같은 사랑]으로 데뷔했다.

## 방송
- 헬로트로트 (2022)

## 음반
- 폭풍 같은 사랑 (2022)